# Espace aérien international
L'espace aérien international est la zone non couverte par les espaces aériens nationaux, aussi dit souverains. Ne faisant pas l'objet de définition internationale officielle, et n'étant notamment pas défini par la Convention de Chicago, il couvre dans la pratique, la zone située au-delà des 12 milles marins (22 km) des frontières de chaque pays, à la verticale des mers territoriales définies par le droit de la mer, par application de l'article 2 de la Convention des Nations unies sur le droit de la mer, qui définit que « [La] souveraineté [des États côtiers] s'étend à l'espace aérien au-dessus de la mer territoriale, ainsi qu'au fond de cette mer et à son sous-sol. » et de l'article 58 qui définit la liberté de survol des zones économiques exclusives,. Le cas des zones économiques exclusives définies par cette Convention a toutefois quelquefois donné lieu à un contentieux et à des divergences d'interprétation.
Cet espace aérien international est divisé (tout comme les espaces nationaux) en FIR (Flight Information Region) dont la gestion est assurée par les États qui ont accepté d'en prendre la charge lors de la répartition effectuée après la Seconde Guerre mondiale par l'organisation de l'aviation civile internationale, ou ont accepté une sous-délégation qui leur a été confiée par un autre État,.